# Kanadská Dolní sněmovna
Kanadská Dolní sněmovna (anglicky: Canadian House of Commons, francouzsky: Chambre des communes du Canada ) je dolní komora kanadského parlamentu. Dolní sněmovna je demokraticky volený orgán, který se skládá z 343 členů, označovaných jako Members of Parliament (MPs). Členové jsou voleni tzv. pluralitním hlasovacím systémem v každém z volebních obvodů, kterým se hovorově říká "ridings". Členové zůstávají ve funkci dokud není Sněmovna rozpuštěna a po volbách mají omezený pětiletý mandát. Tradičně se volby konají jednou za čtyři roky, případně méně.
Počet křesel ve Sněmovně je dán počtem obyvatel každé provincie a teritoria:
|                         | Počet poslanců | Obyvatelstvo (2021) |
| Provincie               |                |                     |
| Alberta                 | 37             | 4 262 635           |
| Britská Kolumbie        | 43             | 5 000 879           |
| Manitoba                | 14             | 1 342 153           |
| Newfoundland a Labrador | 7              | 510 550             |
| Nové Skotsko            | 11             | 969 383             |
| Nový Brunšvik           | 10             | 775 610             |
| Ontario                 | 122            | 14 223 942          |
| Ostrov prince Edwarda   | 4              | 154 331             |
| Québec                  | 78             | 8 501 833           |
| Saskatchewan            | 14             | 1 132 505           |
| Teritoria               |                |                     |
| Severozápadní teritoria | 1              | 41 070              |
| Nunavut                 | 1              | 36 858              |
| Yukon                   | 1              | 40 232              |
| Celkem                  | 343            | 30 007 094          |

## Volby 2021
Poslední volby do dolní sněmovny se konaly 28. dubna 2025 a složení dolní komory kanadského parlamentu je od té doby následující:
| Strana                      | Počet poslanců |
| Liberální strana Kanady     | 169            |
| Konzervativní strana Kanady | 144            |
| Québecký blok               | 22             |
| Nová demokratická strana    | 7              |
| Zelená strana Kanady        | 1              |
| nezávislí a nezařazení      | 0              |
| Celkem                      | 343            |